# 日本钩嘴鳎
日本钩嘴鳎（学名：Heteromycteris japonicus）为輻鰭魚綱鰈形目鰨亞目鳎科钩嘴鳎属的鱼类，俗名异口鳎、土铁仔等、大吻黄鳍鳎、婢屣，為亞熱帶海水魚，分布于国外达日本本州新潟等海区以及海南岛、两广及台湾等海域、东海东南部亦有分部等，属于暖水性底层海鱼。其多生活于多泥沙的海底，可做為食用魚。该物种的模式产地在长崎。